# Cattenières
Cattenières település Franciaországban, Nord megyében. Lakosainak száma 687 fő (2022. január 1.). Cattenières Carnières, Wambaix, Estourmel, Fontaine-au-Pire és Haucourt-en-Cambrésis községekkel határos.

## Népesség
A település népességének változása:
| Lakosok száma | 674  | 676  | 685  | 670  | 678  | 682  | 682  | 684  | 687  |
|               | 2013 | 2015 | 2016 | 2017 | 2018 | 2019 | 2020 | 2021 | 2022 |